# Saint-François-d'Assise
Pour les articles homonymes, voir François d'Assise.
Saint-François-d'Assise est une municipalité du Québec située dans la région administrative de la Gaspésie–Îles-de-la-Madeleine. Cette ville est à une distance d’environ 190 kilomètres au sud-est de Rimouski et environ 20 kilomètres de la frontière du Nouveau-Brunswick. Elle fait partie de la MRC d'Avignon.

## Toponymie
Bien que le nom de la municipalité fasse référence à François d'Assise, fondateur des franciscains, il rappelle surtout le curé François Cinq-Mars qui desservit la localité de 1890 à 1892.

## Histoire
La colonisation du territoire occupé par la municipalité de Saint-François-d'Assise s'amorce en 1887, moment à partir duquel des pionniers issus de la paroisse voisine de Saint-Alexis-de-Matapédia commencent à y défricher des terres et à s'y installer, sous l'impulsion du curé local, François Cinq-Mars. La localité demeure rattachée à Saint-Alexis jusqu'en 1922, sa paroisse est érigée civilement en 1924, et elle devient une municipalité à part entière en 1926.

## Géographie

### Hameaux
- L'Immaculée-Conception
- Saint-Jean-de-Matapédia
- Saint-Joseph-de-Matapédia

## Démographie
| 1991 | 1996 | 2001 | 2006 | 2011 | 2016 | 2021 |
| ---- | ---- | ---- | ---- | ---- | ---- | ---- |
| 883  | 897  | 807  | 743  | 706  | 644  | 679  |

## Administration
Les élections municipales se font en bloc pour le maire et les six conseillers.
| Saint-François-d'Assise Maires depuis 2001                                                                           |                  |                 |          |
| Élection | Maire            | Qualité         | Résultat |
| 2001 | Hermel Gallant   |                 | Voir     |
| 2005 | Ghislain Michaud |                 | Voir     |
| 2009 | Ghislain Michaud | Voir            |          |
| 2013 | Ghislain Michaud | Voir            |          |
| 2017 | Ghislain Michaud | Voir            |          |
| 2021 | Ghislain Michaud | Voir            |          |
| oct. 2023 | Rémi Lagacé      | Maire suppléant | Voir     |
| Élection partielle en italique Depuis 2005, les élections sont simultanées dans toutes les municipalités québécoises |                  |                 |          |

## Économie
L'exploitation forestière constitue l'activité économique principale de la région.